# Krstaš-barjak
Krstaš-barjak je jedno vrijeme bila crnogorska državna i glavna vojna zastava s križem po čemu je i dobila ime (krst-krstaš). Prvi se puta spominje u jednom dokumentu iz 1687. godine.
Najprije je krstaš-barjak bio od bijeloga platna s crvenim križem na sredini. Koncem 18. stoljeća on je glavna crnogorska vojna zastava – alaj-barjak.
U vrijeme vladara i mitropolita Petra II. Petrović Njegoša krstaš-barjak promijenio je izgled pa je na crvenom platnu bio bijeli križ i postao je ratnom zastavom postrojbi crnogorskih plemena.
Za doba kneza Danila I. Petrovića krstaš-barjak, nešto modificiran (crveno polje, obrubljeno zlatnožutim porubom s bjelim križem u sredini) postaje zastava crnogorskih satnija i bataljuna. Ta će se praksa nastaviti sve do konca postojanja Kraljevine Crne Gore.

## Vanjske poveznice
- Crnogorske zastave kroz povijest  Arhivirana inačica izvorne stranice od 4. prosinca 2008. (Wayback Machine)